# Cruiser Mk I
Крейсерський танк, Модель 1 (англ. Tank, Cruiser, Mark I), A9 — британський крейсерський танк 1930-х років, середній по масі. Створений в 1934–1936 роках фірмою «Віккерс», на роль середнього, пізніше — крейсерського, танка. Прийнятий на озброєння 1936 року, 1937 року було випущено 125 одиниць A9. Танки цього типу залишалися на озброєнні аж до початку Другої світової війни та обмежено використовувалися під час Французької та початкового періоду Північноафриканської кампаній, показавши незадовільні бойові якості. Останні вцілілі танки цього типу були зняті з озброєння у 1941 році у зв'язку з крайньою застарілістю.

## Модифікації

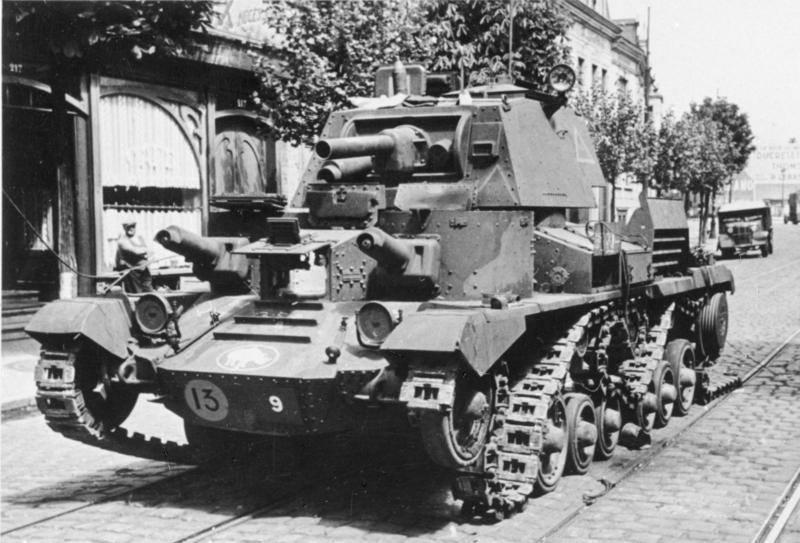
Підбитий Mk I

- Tank, Cruiser, Mark I— базовий варіант з гарматою QF 2 Pounder
- Tank, Cruiser, Mark ICS — варіант «безпосередньої підтримки» (англ. Close Support) з 94-мм гаубицею